# Linalyl acetat
Linalyl axetat là một chất hoá học có công thức là C12H20O2  với khối lượng phân tử là 196,29 g/mol, mật độ 895 kg/m³. Nó là một este của Linalool, có nguồn gốc tự nhiên được tìm thấy trong nhiều loại hoa và gia vị, mỹ phẩm. Đây là một trong những thành phần chính của tinh dầu cam và mùi thơm của hoa oải hương (lavande).
Danh pháp: 3,7-dimethyl-1,6-octadien-3-yl acetate.
Tên IUPAC: 1,5-dimethyl-1-vinylhex-4-enyl acetate.
Độ tinh khiết: >96%.

## Tính chất
Tính chất vật lý
Linalyl axetat là một chất lỏng không màu có độ sôi 220 °C, dễ cháy, không tan trong nước nhưng tan trong dung môi hữu cơ, không độc, có mùi thơm cay.
Chiếm tỷ lệ 0,01% trong tinh dầu chanh.
Ngoài ra, nó cũng được tìm thấy trong tinh dầu hương thảo với nồng độ cao là 78% cùng lavandin, cũng như neroli, vôi, và một số loại bạc hà.
Linalyl axetat được cho rằng có thể phân hủy sinh học.
Linalyl axetat không gây ra đột biến gen hoặc các hiệu ứng nhiễm sắc thể trong ống nghiệm.
Đặc biệt, linalyl axetat rất độc đối với cá, thủy ngân và tảo.
Tính chất hóa học
Linalyl axetat không bền với không khí, dễ bị oxy hóa làm phân hủy. Sản phẩm sau khi oxy hóa gây viêm da dị ứng và triệu chứng đặc biệt nghiêm trọng với người bị bệnh eczema.
Thủy phân linalyl axetat sẽ thu được linalool và axit axetic.

## Ứng dụng
Được sử dụng trong công nghiệp mỹ phẩm, đặc biệt trong các sản phẩm xịt phòng, long não và kem bôi chống muỗi hoặc côn trùng.

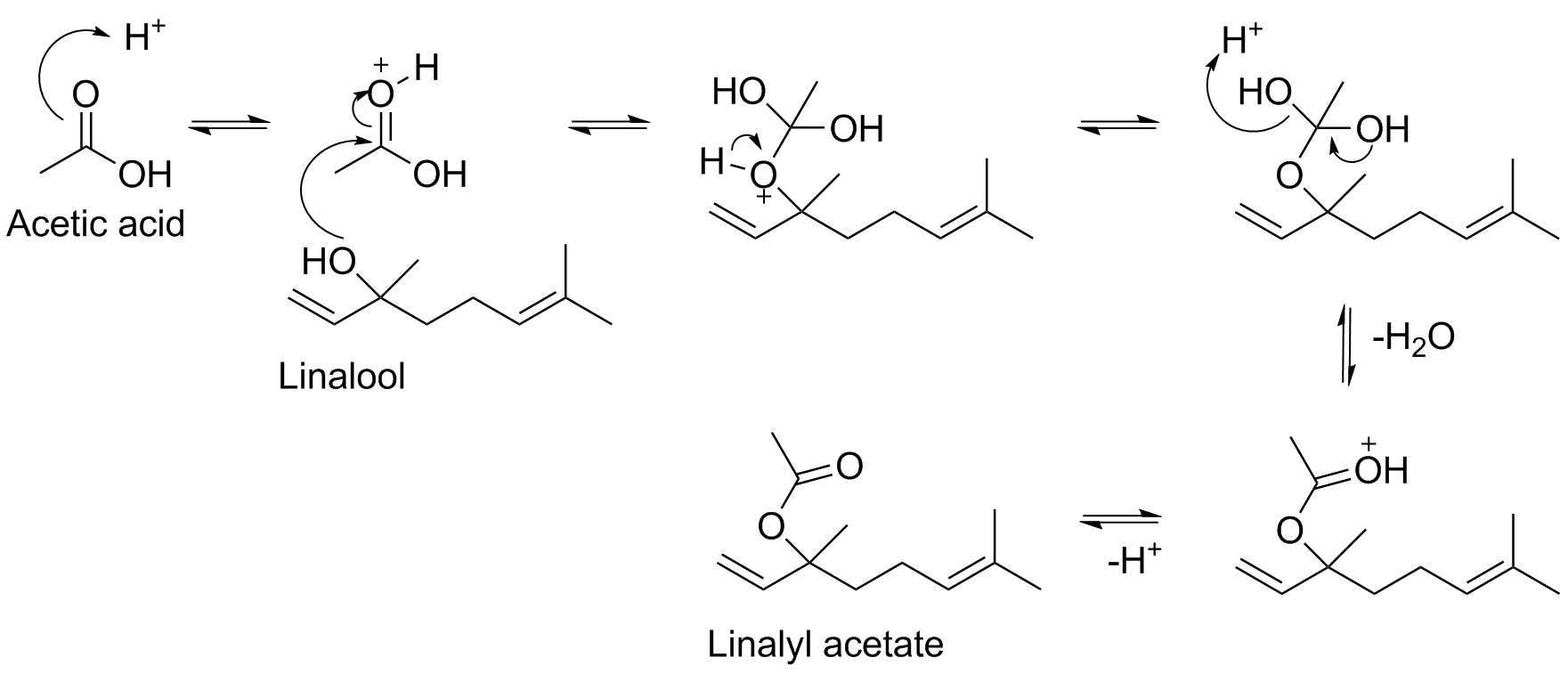

Chỉ khoảng 5% số người sử dụng bị dị ứng với chất này.
Linalyl axetat rất tốt trên da vì nó làm giảm chứng viêm da và chữa lành chứng phát ban. Nó cũng giúp cân bằng các dầu tự nhiên trên da, hoạt động tốt trên cả da khô và dầu nhờn giúp cho da đẹp. Dầu có thể được sử dụng trực tiếp, hoặc trộn với các chất mang như dầu hạnh nhân để tối đa sự hấp thụ và để đạt được kết quả tốt hơn.
Linalyl axrtat có thể làm giảm thời gian đau kinh nguyệt, và thậm chí làm giảm cơn đau kinh nguyệt, thư giãn các mạch máu và giảm huyết áp ở bệnh nhân.

## Điều chế
Linalyl axetat là sản phẩm của phản ứng giữa Linalool và axit axetic hoặc với ethanol.